# Naqus
Naqus (persisch/arabisch ناقوس, DMG nāqūs ‚Glocke‘, Plural nawāqīs) bezeichnet zwei unterschiedliche, von Christen in arabischen Ländern im Nahen Osten verwendete Kultinstrumente, die zu den Schlagidiophonen gezählt werden. Das eine ist ein Schlagbalken aus einem langen Stück Holz, der seit vorislamischer Zeit anstelle einer Glocke geschlagen wurde, um die Gläubigen zum Gottesdienst zu rufen und heute in der Region verschwunden ist. Das Klangholz wurde über der Schulter getragen oder war an Seilen stationär aufgehängt. Unterschiedliche hölzerne Schlagbretter sind bis heute in den orthodoxen Klöstern Osteuropas als griechisch semantron, rumänisch toacă und russisch bilo gelegentlich im Einsatz.
Zum anderen steht nāqūs seit dem späten Mittelalter für eine Handglocke aus Metall, die von orthodoxen Christen in Ägypten und im Libanon in der Liturgie verwendet wird. Erstmals wurden die Glocken beim Gottesdienst in den frühchristlichen koptischen Zentren in Ägypten gespielt.
Das arabische Wort nāqūs geht auf das syrische naqoscha (von naqasch, „schlagen“) zurück und gelangte mit der Bedeutung „Gong“, „Handglocke“ bis in äthiosemitische Sprachen. 

## Klangholz

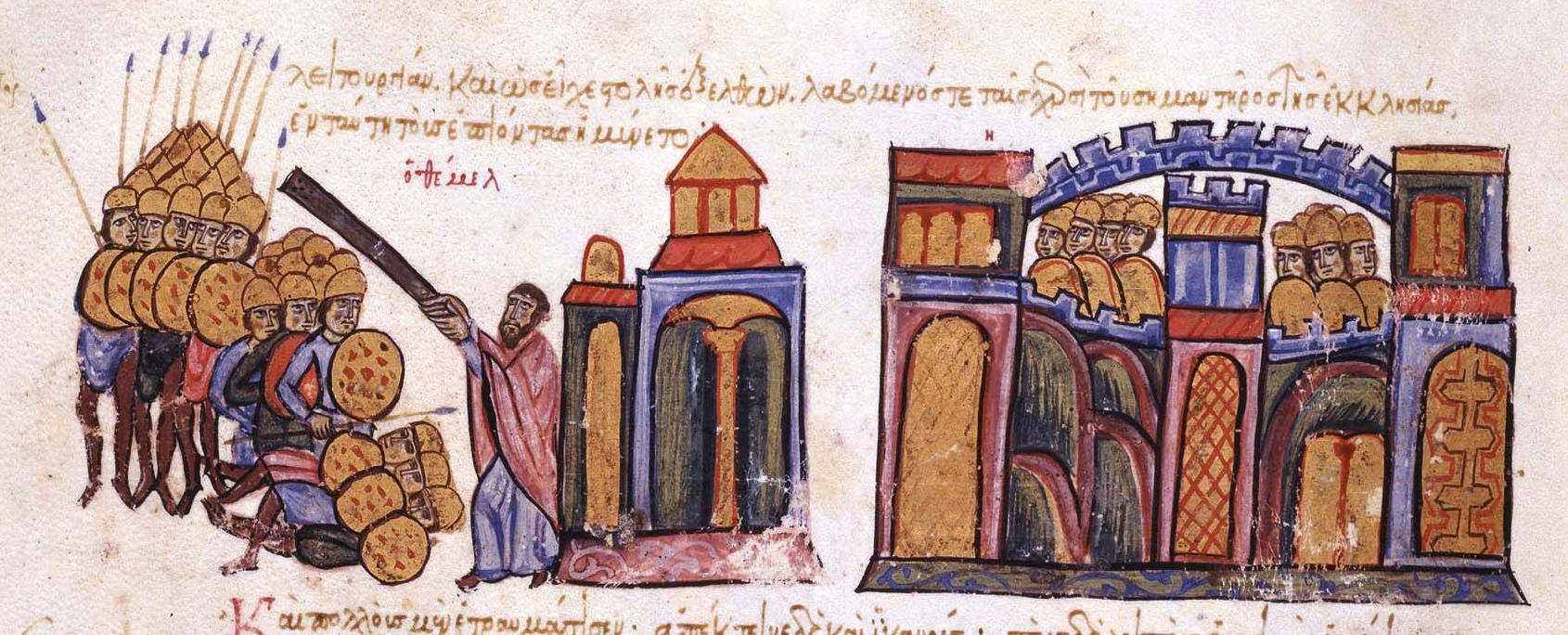
Der Priester Themel schlägt die Araber von Tarsus mit seinem semantron in die Flucht. Miniatur in der griechischen Chronik Madrider Bilderhandschrift des Skylitzes, zweite Hälfte 12. Jahrhundert. Kapitel XI, fol. 132r

Nach der islamischen Tradition waren sich die Gefährten des Propheten Mohammed unsicher, welches das Zeichen für die täglichen Gebete (salāt) sein sollte. Mohammed entschied sich demnach zwischen einem Feuer, einer Glocke, einem jüdischen Horn (schofar) und dem  nāqūs für den Gebetsruf (adhān) des Muezzin. Offensichtlich schlugen die Muslime in der ersten Zeit in Fustāt den  nāqūs als frühmorgendlichen Gebetsruf. Der Ton des  nāqūs als Gebetsruf war beim ersten Hahnenschrei zu hören.
Die Christen verwendeten seit vorislamischer Zeit den nāqūs. Holzklappern (nāqūs) erwähnte bereits der Dichter Labīd (um 560 – um 661), der diese in Dörfern an der Küste südwestlich von Katar auf der arabischen Halbinsel sah. Archäologische Ausgrabungen an einem vorislamischen nestorianischen Kloster auf einer Insel westlich von Abu Dhabi lassen vermuten, dass die Kirche ein Obergeschoss mit einem Kirchturm besaß, in dem sich vermutlich anstelle einer Glocke ein hölzerner nāqūs befand.
In Europa verbreiteten sich etwa ab 1285 von einer Hemmung gesteuerte Räderuhren, die bald den Küster ersetzten und zur mechanischen Steuerung großer Kirchenglocken verwendet wurden. In muslimischen Ländern waren zwar mechanische Uhren aus Europa zur Bestimmung der täglichen Gebetszeiten willkommen, aber Glockenläuten zur Zeitansage war in der Öffentlichkeit verpönt, weil Glocken mit dem christlichen Kult in Verbindung gebracht wurden und ihr Läuten den Ruf des Muezzins hätte beeinträchtigen können. Diese Vorbehalte hatten zuvor schon für die Verwendung des nāqūs gegolten. Der Islamgelehrte Abū Yūsuf (729/731–798) erwähnte in seinem Kitāb al-Ḫarāǧ („Buch über die Grundsteuer“) die Verpflichtungen, die Christen unter islamischer Herrschaft befolgen mussten. Dazu gehörte, nicht den nāqūs vor oder während der islamischen Gebetszeiten zu schlagen. Anderswo heißt es, der nāqūs dürfe nur leise oder nur innerhalb der Kirche ertönen. Diese Beschränkungen werden auch von orthodoxer Seite bestätigt, etwa vom Patriarchen Michael der Syrer (1126–1199) und dem Gelehrten Gregorius Bar-Hebraeus (um 1225–1286). Den nāqūs laut in der Öffentlichkeit zu schlagen, galt als Gesetzesverstoß. Dafür erhielten zu manchen Zeiten christliche Würdenträger die Erlaubnis, bei besonderen religiösen Feiern Trommeln zu schlagen und Trompeten oder andere Musikinstrumente zu spielen. Die Kesseltrommel naqqara und Langtrompeten (buk) dienten seit alter Zeit dazu, Herrschern die Ehre zu erweisen.
Die Geschichte des Priesters Themel, die sich Anfang des 10. Jahrhunderts zugetragen haben soll, ist ein Beispiel für die Auseinandersetzungen an der Grenze zwischen dem Byzantinischen Reich und seinen muslimischen Nachbarn, aber auch für die Versuche, Religionskonflikte im Alltag kleinzuhalten. Die Miniatur in der byzantinischen Chronik des Johannes Skylitzes (Ende 11. – Anfang 12. Jahrhundert) zeigt, wie der Priester mit dem Klangholz auf muslimische Angreifer eindrischt, die mitten im Gottesdienst die Kirche plündern wollten. Der Priester verletzte und tötete einige und trieb alle in die Flucht. Der sich anschließende versöhnliche Aspekt fehlt in der Abbildung. Weil ein Priester keine Gewalt anwenden darf, verbot ihm der Bischof die weitere Amtsausübung. Themel protestierte vergeblich und setzte sich schließlich zu den Arabern ab, nahm den muslimischen Glauben an, kämpfte auf deren Seite als Befehlshaber gegen die Christen und verübte zahlreiche Gräueltaten, wie es in der Geschichte weiter heißt.

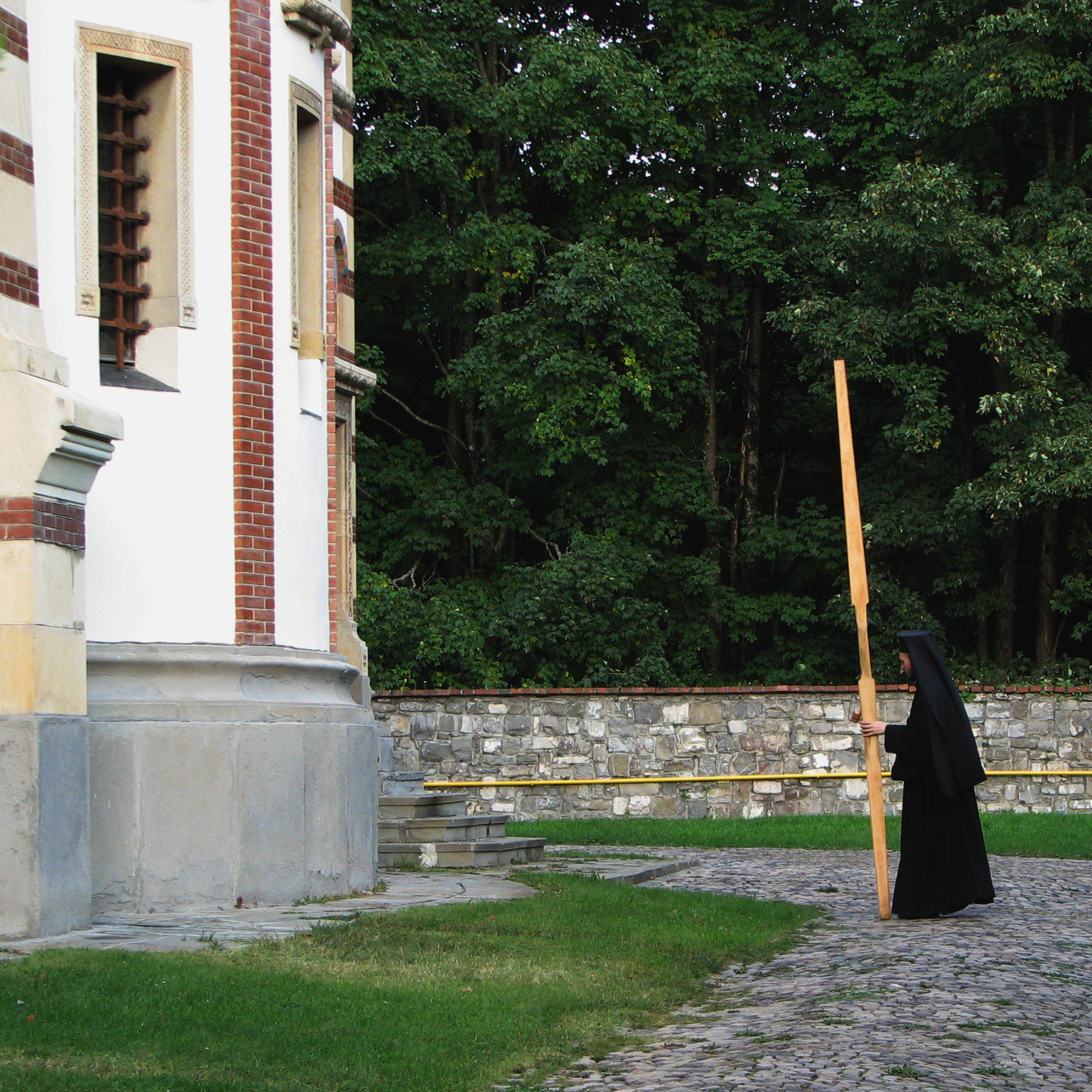
Tragbares Klangholz in Form eines Doppelpaddels, das bis heute vereinzelt in rumänischen Klöstern verwendet wird: Toacă im Kloster Sinaia.

Der jüdische Gelehrte Daniel al-Kumisi († 946) schrieb um 900 über die Christen von Jerusalem, dass sie den nāqūs üblicherweise verwenden würden. Ein Bericht aus der Mitte des 11. Jahrhunderts über eine vermutlich in Palästina gelegene Stadt erwähnt, dass sich die Christen nicht um die bestehenden Gesetze gekümmert und eine Kirche höher als die hiesige Moschee gebaut hätten. Die Kirche wurde daraufhin abgerissen, außerdem habe das laute Schlagen des nāqūs die Muslime gestört.
Allgemein stand der nāqūs häufig im Zentrum kultureller Spannungen zwischen Christen in arabischen Gebieten. Nachdem Kalif Al-Walid I. um 705 die byzantinische Johannesbasilika in Damaskus zur Umayyaden-Moschee hatte umbauen lassen, berichtet al-Masʿūdī von einem Vorfall, der für Irritationen sorgte. In dem Augenblick, als der Kalif in der Moschee den Minbar bestieg, um eine Ansprache an die Gläubigen zu halten, sei ein nāqūs zu hören gewesen. Die Nähe zwischen Kirche und Moschee scheint häufig für Geräuschbelästigungen gesorgt zu haben.
Der Religionsgründer Baha'ullah (1817–1892) verfasste mehrere tausend „Tafel“ genannte Schriften. Eine Schrift aus dem Jahr 1863 trägt den Titel Lawḥ-i-Nāqūs („Tafel der Glocke“). Baha'ullah, der zum Eintritt ins erklärte Paradies des Bahaitum aufruft, personifiziert sich als die Holztafel, bei deren Ton gläubige Ostchristen zum Gebet eilen.
Im Werk A Visit to the Monasteries of the Levant (1849) des englischen Reiseschriftstellers Robert Curzon, 14. Baron Zouche (1810–1873) findet sich auf dem Titelblatt die Illustration eines simandro (gleich semantron) genannten Schlagbalkens, mit dem ein Mönch im Hof eines griechischen Klosters zum Gebet ruft. Der Mönch hält ein langes Brett, das wie ein Doppelpaddel aussieht, mit einer Hand in der verjüngten Mitte und schlägt es vermutlich mit einem elastischen Stab (wabil) in der anderen Hand. Die Abbildung zeigt ein Instrument, das Ende des 19. Jahrhunderts im arabischen Raum verschwunden war.
Eine ähnliche Form und rituelle Funktion hat der seit dem 1. Jahrtausend bis heute in tibetisch-buddhistischen Klöstern verwendete Schlagbalken gandi.

## Handglocke

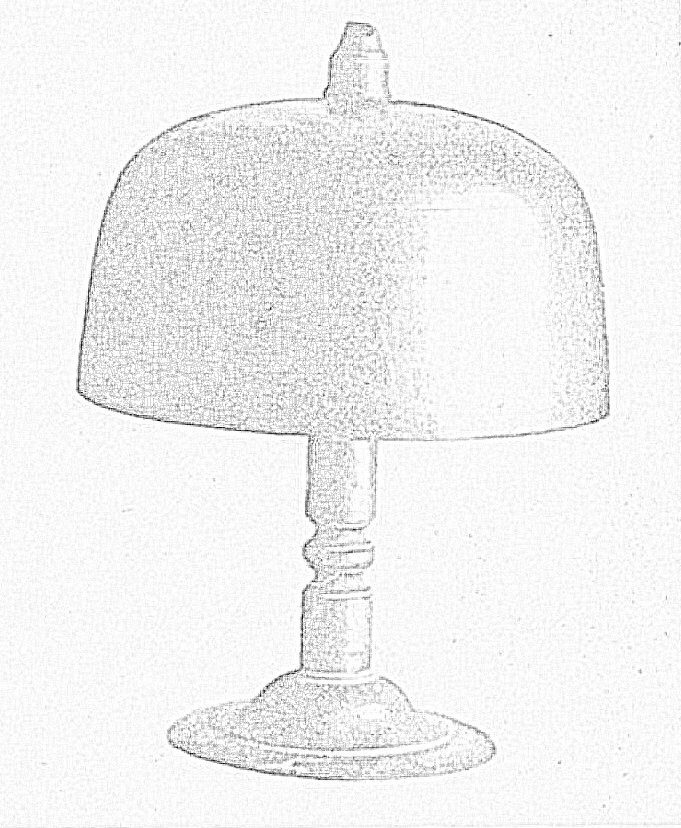
Um 1950 in der katholischen Kirche in Ägypten verwendete Handglocke naqus in Gestalt einer Nachttischlampe

Neben den Klanghölzern werden auch die aus der altägyptischen Zeit überkommenen kleinen Glocken, die Kopten in Ägypten im Gottesdienst benutzen, nāqūs genannt. Die ältesten Glocken sind aus dem Neuen Reich bekannt. Deren Formen griffen die christlichen Kopten zwischen dem 3. und 6. Jahrhundert wieder auf. Laut Hans Hickmann könnte in dieser Zeit der Ursprung für die spätere Verwendung von Glocken in der römisch-katholischen Liturgie in Rom gelegen haben.
Es gibt Handgriffglocken als halbschalige Stielglocken ohne Klöppel. Die Form eines anderen nāqūs-Typs erinnert an eine Nachttischlampe. Die pilzförmige Glocke mit einem runden Standfuß und einer Gesamthöhe von 29 Zentimetern und einem Glockendurchmesser von 22 Zentimetern ist zu schwer, um sie in der Hand zu halten. Dieser nāqūs wurde Mitte des 20. Jahrhunderts in der katholischen Kirche in Ägypten verwendet, jedoch nicht in der griechisch-orthodoxen Kirche.
Ausschließlich metallene Idiophone begleiten traditionell liturgische Gesänge in der maronitischen Kirche im Libanon. Hierzu gehören nāqūs aus zwei metallenen Halbschalen an einem Handgriff, die mit einem Metallstab angeschlagen werden und wie Triangeln klingen, ferner größere Zimbeln, Paarbecken und marawe (marawih, Sg. marwahah). Letztere bestehen aus einer Metallscheibe an einem etwa einen Meter langen Holzstiel mit kleinen, am Rand der Scheibe befestigten Metallteilen und sind typologisch mit Rasseltrommeln und Sistren verwandt. Die Gemeinde empfängt beim Erklingen von nāqūs und marawe die heiligen Sakramente. In den 1970er Jahren wurden zusätzlich Melodieinstrumente (wie Keyboard, kanun, oud, kamantsche und nay) in den maronitischen Gottesdienst eingeführt.
In der Erzählsammlung Tausendundeine Nacht kommen unter den zahlreichen Musikinstrumenten die Idiophone kāsāt (Sg. kās), große schalenförmige Becken, in den Kampfszenen vor. Die unterschiedlichen Glocken jalajil (Sg. juljul) und ajras (Sg. jaras) dienten als Schmuck an den Schabracken von Pferden und Kamelen. Der Klang der Zimbeln qalaqil (Sg. qalqal), die an Mauleseln und Kamelen befestigt waren, sollte den Gegner erschrecken. Dann finden sich noch Fußkettchen der Frauen und der Zauberstab qaḍīb (Pl. quḍbān), mit dem im frühen Arabien häufig der Rhythmus geschlagen wurde. Der von Christen verwendete nāqūs, der eine Schlagplatte aus Holz oder Metall war, wird in zwei Erzählungen in Tausendundeine Nacht erwähnt, in denen er vom Dach der Marien-Kapelle die Gläubigen zum  Gebet ruft.
Eine Verkleinerungsform von nāqūs ist nuqaisāt, worunter die Berber im Maghreb Fingerzimbeln verstehen.

## Gebel Naqus
Ein Felsberg an der Küste des Roten Meeres im Südwesten der Sinai-Halbinsel (nordwestlich des Küstenortes el-Tur und südwestlich des Katharinenklosters) heißt nach einer Legende Gebel Naqus („Glocken-Berg“). Der Sandsteinfels war namensgebend für eine geologische Schicht aus einer Silikatsandablagerung, die im südlichen Sinai vorkommt. Der „weiße Sand“ mit einem hohen Silikatanteil ist für die Glasherstellung geeignet. Das Abendland erhielt Kenntnis von der Legende durch die Reisebeschreibung Bernhard von Breidenbachs, der 1483 auf dem Sinai unterwegs war. Demnach gab es einst in dem abgelegenen Gebiet bei el-Tur ein Mönchskloster, das so spurlos verschwand, dass niemand mehr seinen Ort kennt, von dem aber zu bestimmten Stunden der Klang der Gebetsglocken zu hören ist. Als erster europäischer Reisender lokalisierte der Naturforscher Ulrich Jasper Seetzen (1767–1811), der sich im Sommer 1810 (während der Dattelernte) bei el-Tur aufhielt, den mysteriösen Glockenklang an den Hängen des Gebel Naqus und fand auch die physikalische Erklärung. Seetzen sah, dass von der festgebackenen Sandschicht, welche die steilen Hänge des Hügels bedeckt, um die Mittagszeit, wenn die Sonne besonders heiß brennt, loser Sand herabzugleiten beginnt und dabei ein Geräusch verursacht, das ihn an den Klang von Äolsharfen erinnerte. Captain Palmer, Leiter einer englischen Expedition im Rahmen der Royal Geographical Society auf der Sinai-Halbinsel 1868, berichtete von Arabern, die angaben, der Ton vom Berg sei nur freitags und samstags zu hören und stamme von den geschlagenen Holzbrettern des versunkenen Klosters. Der englische Schriftsteller William Henry Davenport Adams (1828–1891) wies 1879 ebenfalls darauf hin, dass man sich unter dem mysteriösen nāqūs nicht eine Glocke, sondern ein Holzbrett vorzustellen habe.